# Капу Пискулуј (Меришани)
Капу Пискулуј (рум. Capu Piscului) насеље је у Румунији у округу Арђеш у општини Меришани. Oпштина се налази на надморској висини од 328 m.

## Становништво
Према подацима из 2002. године у насељу је живело 118 становника.

### Попис2002.
| Расподела становништва по националности 2002.‍ | Расподела становништва по националности 2002.‍ | Расподела становништва по националности 2002.‍ | Расподела становништва по националности 2002.‍ | Расподела становништва по националности 2002.‍ |
| --------------------------------------------- | --------------------------------------------- | --------------------------------------------- | --------------------------------------------- | --------------------------------------------- |
|                                               |                                               |                                               |                                               |                                               |
| Румуни                                        | Румуни                                        |                                               | 41                                            | 34,7%                                         |
| Роми                                          | Роми                                          |                                               | 77                                            | 65,3%                                         |